# Lithosia likiangica
Lithosia likiangica är en fjärilsart som beskrevs av Daniel 1954. Lithosia likiangica ingår i släktet Lithosia och familjen björnspinnare. Inga underarter finns listade i Catalogue of Life.